# Fousbann
Fousbann (en luxembourgeois : Fuussbann ) est un lieu-dit de la commune luxembourgeoise de Differdange située dans le canton d'Esch-sur-Alzette.